# Manu Tenorio
Manuel Ángel Vergara Tenorio (Sevilla, 1 de abril de 1975), conocido artísticamente como Manu Tenorio, es un cantante, compositor y músico español de música melódica.
Según acreditan los Productores de Música de España (Promusicae), cuenta con seis discos de platino y un disco de oro por sus ventas en álbumes como solista.
En sencillos sus mayores éxitos son: «Tu piel», «Una razón para olvidarla», «Como te he echado de menos» y «Quiéreme» junto con Nuria Fergó. Según una encuesta elaborada por la agencia Personality Media en 2016, Tenorio es identificado por el 85% de la población española.

## Inicios
Manu Tenorio nació en el sevillano barrio de Rochelambert, se inicia en el mundo de la música a los 17 años perteneciendo a varios grupos como "La 
Farándula" y "Demadera", "Brisa"... Actúa en locales como Picalagarto, y sobre todo en un local emblemático de Sevilla, llamado La Carbonería.

### 2001-2002: Salto a la fama
El 22 de octubre de 2001, Tenorio, con veintiséis años, hizo su primera aparición pública en la primera gala del concurso musical Operación Triunfo 2001 (a menudo abreviado OT). El 11 de febrero de 2002 quedó en quinta posición con un 14,7 % de los votos —269 495 emitidos del 4 al 11 de febrero entre 116 608 a través de llamadas y 152 887 vía mensajes— y una audiencia de 12,8 millones de espectadores en la ceremonia final, siendo la emisión más vista de un concurso en España.
La SGAE publicó que los participantes de Operación Triunfo contribuyeron a mejorar el mercado de la música grabada en España, con ventas que superaron los tres millones de álbumes. El sencillo «Mi música es tu voz», interpretado por todos los participantes, fue la canción que más se popularizó del concurso, convirtiéndose en número uno de Los 40 Principales. Gracias a ello, se editó el libro oficial del concurso que vendió en dos meses más de 300 000 ejemplares. Además, se vendieron 230 000 copias de la primera cinta de vídeo del concurso y la edición de 200 productos oficiales. Los participantes también colaboraron con el Ministerio de Fomento de España en la campaña de prevención de incendios forestales. Por otra parte, con la Real Federación Española de Fútbol grabaron la canción oficial de España para la Copa Mundial de Fútbol de 2002, que lo estrenaron en la final de la Copa del Rey en el Estadio Santiago Bernabéu de Madrid. Después de la actuación, fueron recibidos por sus Majestades los Reyes de España, don Juan Carlos I, doña Sofía de Grecia, y del príncipe Felipe VI.
La gira de Operación Triunfo, a la que acudieron más de medio millón de personas, se presentó en lugares como el Palau Sant Jordi de Barcelona, el Estadio Olímpico de La Cartuja de Sevilla, o el Estadio Santiago Bernabéu. Este último concierto fue emitido por televisión. Finalizada la gira, el 20 de septiembre se proyectó en más de 300 salas de cines el documental OT: la película, que resume la vida de todos los participantes durante la gira de Operación Triunfo. El documental también fue emitido por televisión, visto por 4 millones de espectadores. El concurso se alzó como un fenómeno de la televisión en España, siendo el más rentable de la historia, premiado con el TP de Oro y el premio Ondas al mejor programa.

## Trayectoria artística
El 22 de abril de 2002 se publicó su primer álbum debut Manu Tenorio. Editado por Pep´s Records, el disco incluye temas como "María", compuesto por él, además de colaboraciones con artistas como Lolita, con quien interpreta a dúo "Una rosa y un bolero". El álbum debutó al número uno con disco de platino (100 000 copias), permaneciendo en total tres semanas en el primer puesto. Después de varias semanas en lista, alcanzó unas ventas de cinco veces disco de platino (500.000 copias). En el videoclip de "Tu piel" participó la actriz Elsa Pataky. Ese mismo año, participó a dúo con su excompañera de Operación Triunfo Rosa López en el primer disco debut Rosa con el tema "La apuesta". También colabora en el disco del grupo andaluz Siempre así con la canción "Mi portero Amador".
En 2003 graba en Miami Blanco añil, su segundo álbum y nos muestra un disco con matices románticos y baladas. La mitad de las canciones son compuestas por él y es un mano a mano con el productor colombiano Kike Santander con quien comparte la composición de "Usted no se merece". El álbum alcanzó el número uno de las listas de ventas. Finalmente el disco vendió más de 100.000 copias en España obteniendo un Platino. También participó en el dúo "Quiéreme" junto a su compañera de la academia Nuria Fergó. El 14 de septiembre de ese mismo año representa a España en el I Festival Latinoautor de la Canción,  celebrado en Punta del Este, Uruguay, con el tema "Clavando las Rodillas".
En 2006 llega con su tercer trabajo Entenderás, compuesto íntegramente por él y grabado en Milán, con la colaboración de Juan Manuel Cañizares en la guitarra (también estuvo en la gira anterior) y producido por Bob Benozzo. Se le entregó el disco de oro por más de 40.000 copias vendidas de este disco el 25 de mayo de 2007 en el Palacio de la Música Catalana de Barcelona.
En 2008 lanza su cuarto disco Tres palabras con Universal music y Valemusic. Es un disco de versiones latinas cantadas previamente por artistas como Ibrahim Ferrer, Buenavista Club Social, Nat King Cole o Antonio Machín. En 2009 regresa a la televisión para participar en el concurso de Cuatro, La batalla de los coros.
En el año 2010 presentó su quinto disco La ley de la atracción con el primer sencillo "El día de mi suerte". Unos meses más tarde realizó un dúo junto a la cantante Rosana y realizó una gira de conciertos.
En mayo de 2012 lanzó En primera persona, de nuevo de la mano de EMI Music. Este álbum fue grabado en Madrid, Los Ángeles, Ibiza y Jordania. El primer sencillo es el tema de corte pop "Ni frío ni calor". Tiempo después, el cantante promocionó este trabajo y lo presentó en España ofreciendo conciertos.
En mayo de 2015 presentó su nuevo trabajo discográfico Con el alma encendida precedido del sencillo "Se me eriza la piel". El cantante aparece también en un episodio de la serie de televisión Yo quisiera emitida en Cuatro. A finales del mismo año presenta una biografía de su vida que acompaña con un CD + DVD.
En 2016 lanza el sencillo "Hoy he vuelto a recordar".
En 2018 sale a la venta en digital y streaming "Quiero", un nuevo sencillo que forma parte de su nuevo trabajo Colección Indefinida, disco editado en marzo por Universal Music. Este álbum incluye un repaso de sus mayores éxitos y cuatro nuevos temas.
En 2018 fue pregonero del carnaval de Herencia.
Desde 2022 Tenorio ha comenzado a presentar un nuevo programa en Sol Radio Madrid llamado «El Patio», el cual se emite los miércoles a las 18 horas en el 99.8 y 107.1 para toda la comunidad de Madrid, también estará disponible en la mayoría de plataformas digitales como Youtube, Tik Tok, Spotify etc… En este programa, entrevistará de una forma muy personal y cercana a personajes populares y amigos.

## Discografía
| - 2002: Manu Tenorio - 2003: Blanco añil - 2006: Entenderás - 2008: Tres palabras - 2010: La ley de la atracción - 2012: En primera persona - 2015: Con el alma encendida - 2019: Nosotros en la noche - 2022: La verdad - 2015: De todo corazón (CD + DVD) - 2018: Colección Indefinida | - 2002: Tu piel - 2002: Por estar contigo - 2002: Tan enamorados - 2003: Una razón para olvidarla - 2003: Usted no se merece - 2004: Que será - 2006: Como te he echado de menos - 2006: Entenderás - 2008: Tres palabras - 2008: Toda una vida - 2008: Tejados - 2010: El día de mi suerte - 2010: O todo o nada - 2011: Volverás - 2012: Ni frío ni calor - 2013: La puerta abierta - 2013: Dime por qué no vuelves - 2014: El primer día - 2015: Se me eriza la piel - 2015: Sin pausa, sin prisa - 2016: Hoy he vuelto a recordar - 2016: Presentí (con María Toledo) - 2017: Paso a paso - 2018: Quiero - 2019: El roce - 2020: El resto de mi vida - 2021: Encadenados - 2021: La nave del olvido - 2022: Sabor a mi - 2023: Tu teoría - 2023: Abrázame - 2024: Momentos - 2024: Vámonos | - 2002: Una rosa y un bolero (con Lolita) - 2002: La apuesta (con Rosa López) - 2003: Quiéreme (con Nuria Fergó) - 2010: Volverás (con Rosana) - 2016: Presentí (con María Toledo) - 2018: Lucía (con Joan Manuel Serrat) - 2022: Te amaré (con Nuria Fergó) - 2023: Lamento borincano (con Alain Pérez) |

### Operación Triunfo
| - 2001 - Operación triunfo: Discos de las galas (Vale Music) - Gala 1: Cuando el amor se va (con Alejandro Parreño) - Gala 2: Santo, santo (con Rosa López) - Gala 3: No me ames (con Gisela Lladó) - Gala 4: Noches de bohemia (con Nuria Fergó) - Gala 5: Es por ti (con Alejandro Parreño y Natalia Rodríguez) - Gala 6: Lucía (con David Bisbal) - Gala 7: Será que no me amas (con Alejandro Parreño y David Bustamante) - Gala 8: Tengo que decirte algo (con Nuria Fergó) - Gala 9: Alegría de vivir - Gala 10: Somos novios (con Rosa López) - Gala 11: Te extraño - Gala 12: Flor de lis - Gala 13: Contigo apredí - Gala 14: Aquellas pequeñas cosas - 2001 - Mi música es tu voz (sencillo) (Vale Music) - 2001 - Operación triunfo: El álbum (Vale Music) - Alegría, alegría, Mi música es tu voz, Lucharé hasta el fin, Dile que la quiero con David Civera, En Navidad con Rosana, Oh happy day, Feliz Navidad, Do they know it's Christmas? | - 2002 - Operación triunfo canta Disney (Vale Music) - No sé que va a ser de mí, Hay un amigo en mí (con Alejandro Parreño) y Quiero ser como tú - 2002 - Operación triunfo: el disco del deporte (Vale Music) - Amigos para siempre (con Nuria Fergó), Vivimos la selección y Puedes llegar - 2002 - Operación triunfo: el álbum de Eurovisión (Vale Music) - Enséñame a cantar (con Alejandro Parreño) en el Popurrí de Eurovisión - 2002 - Operación triunfo: en concierto (Vale Music) - 2002 - Vivimos la selección (sencillo) (Vale Music) - 2002 - Todos contra el fuego (sencillo) (Vale Music) - 2003 - Generación OT: Juntos (Vale Music) - Tu frialdad (con Hugo Salazar) - 2003 - Generación OT: En concierto (Vale Music) - 2006 - Las 100 mejores canciones de la historia de OT (Universal y Sony Music) - 2008 - SingStar OT (videojuego-PS2) (Universal) - 2016 - OT El Reencuentro (CD + DVD) (Universal) - 2017 - OT 2017: Gala Especial (Universal) - Lucía (con Cepeda). |

## Filmografía
- 2001 - Operación Triunfo (TVE)
- 2002 - Triunfomanía (TVE)
- 2002 - OT - La película (TVE)
- 2003 - Generación OT (TVE)
- 2009 - La batalla de los coros  (Cuatro)
- 2010 - Generación de estrellas (Telemadrid)
- 2013 - Splash! Famosos al agua  (Antena 3)
- 2016 - OT: El reencuentro (TVE)
- 2017 - El gran reto musical (TVE)
- 2017 - Soy Rosa (TEN)
- 2017 - Fantastic Dúo (TVE)
- 2021 - Family Feud: La batalla de los famosos (Antena 3)
- 2022 - Déjate querer (Telecinco)
- 2022 - ¡Viva la fiesta! (Telecinco)

## Polémica
A principios de septiembre de 2024, Manu Tenorio y su esposa Silvia denunciaron públicamente haber sido víctimas de la ocupación ilegal de una vivienda que tenían alquilada en Sanlúcar de Barrameda (Cádiz). Según el matrimonio, llevaban un año lidiando con dicha situación, ya que los inquilinos habrían dejado de pagar el alquiler. En su defensa, los ocupantes de la vivienda, una familia, argumentaron que habían estado depositando el dinero directamente en Hacienda, alegando que el artista tenía deudas pendientes con el fisco. Esta situación generó un conflicto entre ambas partes, dando lugar a tensas entrevistas y reacciones en medios de comunicación y redes sociales, lo que colocó a Tenorio en una posición comprometida ante la opinión pública.Asimismo, el caso llegó al ámbito político, donde la portavoz de Podemos, María Teresa Pérez, lo acusó de ser moroso y de desprestigiar a los inquilinos. La noche del martes 24 de septiembre, el artista acudió al programa Código 10 para aclarar la situación, presentando un documento de la Agencia Tributaria que confirmaba que estaba al corriente de sus obligaciones fiscales.